# 湄公河缺鰭鯰
湄公河缺鰭鯰，為輻鰭魚綱鯰形目鯰科缺鰭鯰屬的其中一種，該物種為熱帶淡水魚，分布於亞洲湄公河流域，體長可達8.3公分，棲息在底中層水域，生活習性不明。